# 마틴 헬먼

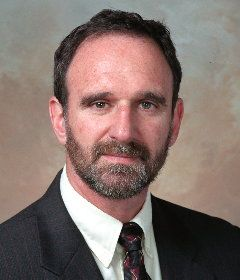

마틴 헬먼(Martin Hellman, 본명: 마틴 에드워드 헬먼, Martin Edward Hellman, 1945년 10월 2일 ~ )은 미국의 암호학자이자 수학자이며 휫필드 디피 및 랠프 머클(Ralph Merkle)과 협력하여 공개 키 암호 방식에 참여한 것으로 가장 잘 알려져 있다. 헬먼은 컴퓨터 개인정보 보호 논쟁에 오랫동안 기여해 왔으며 핵 억지력의 잠재적 실패에 위험 분석을 적용했다.
헬먼은 암호화 이론과 실제에 대한 기여로 2002년 미국공학한림원(National Academy of Engineering) 회원으로 선출되었다.
2016년에 그는 아내 도로시 헬먼(Dorothie Hellman)과 함께 집에서 사랑을 창조하는 것과 지구에 평화를 가져오는 것을 연결하는 책(A New Map for Relationships: Creating True Love at Home and Peace on the Planet)을 썼다.